# 스티븐 핑커
스티븐 아서 핑커(Steven Arthur Pinker, 1954년 9월 18일 ~, 몬트리올 출생)는 캐나다의 심리학자이다. 몇 권의 유명한 대중 과학서의 저자로 유명하다. 2003년부터 하버드 대학교에 소속되어 있으며, 그 이전에는 21년간 MIT의 뇌인지과학과의 교수로 있었다. 1976년 맥길 대학교에서 심리학 학사를, 1979년 하버드 대학교에서 실험심리학 분야의 박사 학위를 받았다.
핑커는 언어와 인지과학에 대해 학술 논문에서 대중을 대상으로한 대중 과학서까지 다양한 수준의 글을 발표했다. 핑커는 아이들이 어떻게 언어를 습득하는지에 대한 연구와 노암 촘스키의 언어 이론을 발전시킨 것으로 가장 유명하다. 핑커는 언어 습득에 대한 일반 이론을 제안하고 이를 어린이의 동사 학습에 적용한 두 권의 기술 서적을 썼다. 특히, 1989년에 앨런 프린스 와 공동으로 발표한 그의 연구에서는 어린이가 영어 동사의 과거형을 습득하는 방식에 대한 연결주의 모델을 비판하면서, 어린이가 -ed를 추가하여 규칙적인 형태를 만드는 것과 같은 기본 규칙을 사용하지만 때로는 실수로 불규칙적인 형태를 하나씩 배워야 한다고 주장했다.
그의 저서 《빈 서판(The Blank Slate)》은 2004년 퓰리처상 과학부문 최종 후보작이기도 하며, 2004년 타임지는 그를 가장 영향력있는 100인에 포함시켰다.
저서 가운데 《언어 본능》, 《마음은 어떻게 작동하는가》, 《빈 서판》, 《우리 본성의 선한 천사》가 한국어로 번역 출간되어 있다.

## 생애
핑커는 1954년 영어권 지역의 중산층 세속 유대인 가정에서 퀘벡주 몬트리올에서 태어났다. 그의 조부모는 1926년 폴란드와 루마니아에서 캐나다로 이주하여 몬트리올에 작은 넥타이 공장을 소유했다. 그의 아버지 해리는 부동산업에 종사했고 변호사였다. 그의 어머니 로슬린은 원래는 주부였지만, 나중에 진로상담사와 고등학교 교감이 되었다. 핑커는 인터뷰에서 자신의 어머니를 "매우 지적인" 사람이자 "모든 것을 아는 열렬한 독자"라고 묘사했다. 그의 형 로버트는 수십 년 동안 캐나다 정부에서 행정가이자 정책 분석가로 일했고, 그의 누나 수잔 핑커는 심리학자이자 작가로, 《성적 역설》과 《마을 효과》를 썼다. 수잔은 또한 월스트리트 저널의 칼럼니스트이기도 하다.
핑커는 1973년에 도슨 대학을 졸업했다. 그는 1976년 맥길 대학교에서 심리학 학사 학위를 받고 졸업한 후, 스티븐 코슬린의 지도를 받으며 하버드 대학교에서 실험 심리학 박사 학위를 취득하고 1979년 박사 학위를 받았다. 그는 1년 동안 매사추세츠 공과대학교(MIT)에서 연구를 한 후 하버드 대학과 스탠포드 대학교의 교수가 되었다.
핑커는 1982년부터 2003년까지 MIT의 뇌 및 인지 과학과에서 강의했고, 인지 과학 센터의 공동 이사(1985-1994)를 역임했으며, 결국 인지 신경 과학 센터의 이사(1994-1999)가 되었고, 1995-96년에는 캘리포니아 대학교 산타바바라에서 1년간 안식년을 보냈다. 그는 2003년부터 하버드 대학교의 심리학과 존스톤 가문 교수로 재직했으며 2008년부터 2013년까지는 교육에 대한 헌신을 인정받아 하버드 대학교 교수라는 직함도 맡았다. 2010년대 초 그는 런던의 사립대학인 뉴 칼리지 오브 더 휴머니티스(New College of the Humanities)에서 방문교수로 강의를 했다.
핑커는 1980년에 낸시 엣코프와 결혼했지만 1992년에 이혼했다. 그는 1995년에 다시 결혼했지만 다시 이혼했다. 2007년에 결혼한 그의 세 번째 아내는 소설가이자 철학자인 레베카 골드스타인이다.

## 경력
핑커는 논문 지도 교수인 코슬린과 공동으로 시각 인지에 대한 연구를 시작했는데, 이 연구에서 정신적 이미지는 장면과 사물을 특정 관점에서 본 그대로 표현한다는 것을 보여주었다(본질적인 3차원 구조를 포착하는 것이 아니라). 따라서 신경과학자 데이비드 마의 "2.5차원 스케치" 이론과 일치한다. 그는 또한 이러한 수준의 표현이 시각적 주의와 사물 인식(적어도 비대칭 모양의 경우)에 사용된다는 것을 보여주었는데, 이는 마의 인식 이론이 관점에 독립적인 표현을 사용한다는 것과 상반된다.
심리언어학 분야에서 핑커는 어린 시절부터 어린이의 언어습득을 이해하는 방법으로 계산 학습 이론을 홍보한 공로로 유명해졌다. 그는 이 분야에 대한 튜토리얼 리뷰를 쓴 후, 자신의 언어 습득 이론을 발전시킨 두 권의 책을 썼고, 어린이가 수동태, 여격, 처격 구조를 어떻게 습득하는지에 대한 일련의 실험을 했다.
1988년에 핑커와 앨런 프린스는 과거 시제 습득에 대한 연결주의 모델(언어 습득에 관한 교과서적 문제)에 대한 비판을 발표했고, 이어서 사람들이 과거 시제를 어떻게 사용하고 습득하는지에 대한 일련의 연구를 진행했다. 여기에는 불규칙한 형태의 어린이 규칙화에 대한 전문서적과 1999년에 출판된 책 《단어와 규칙: 언어의 성분》이 있다. 핑커는 언어가 두 가지에 달려 있다고 주장했다. 첫째, 단어에서 소리와 그 의미를 연관적으로 기억하는 것이고, 둘째, 문법을 위해 기호를 조작하는 규칙을 사용하는 것이다. 그는 어린이가 모든 단어의 모든 형태를 배워야 하고 필요한 각 형태를 기억에서 검색하면 된다는 연결주의에 반대하는 증거를 제시했으며, 생성 음운론을 통해 단어와 규칙을 결합한 오래된 대안 이론을 지지했다.
1990년 핑커는 폴 블룸과 함께 인간 언어 능력이 자연선택을 통해 진화했음을 주장하는 논문을 발표했다. 이 논문은 언어 진화에 대한 연속성 기반 관점을 제시했는데, 이는 당시의 불연속성 기반 이론과 대조적이다. 불연속성 기반 이론은 언어가 호모 사피엔스의 출현과 함께 일종의 진화적 우연으로 갑자기 나타났다고 본다. 이 불연속성 기반 관점은 언어학자 노엄 촘스키와 스티븐 제이 굴드라는 두 주요 권위자에 의해 두드러지게 주장되었다. 이 논문은 널리 인용되었고 언어의 진화적 선사시대에 대한 새로운 관심을 불러일으켰으며 논쟁의 중심 질문을 "언어는 진화했는가?"에서 "언어는 어떻게 진화했는가?"로 전환한 것으로 평가받았다.

## 과학 대중화
핑커의 1994년작 《언어 본능》은 인지 과학과 행동유전학, 진화심리학을 결합한 책 중 하나이다. 이 책은 언어 과학을 소개하고, 언어가 타고난 정신 능력이라는 노엄 촘스키의 이론을 대중화하는데, 언어 능력이 의사소통을 위한 적응으로서 자연선택에 의해 진화했다는 논란의 여지가 있는 내용을 담고 있다. 핑커는 언어에 대한 널리 퍼진 몇 가지 생각을 비판한다. 즉, 언어는 가르쳐야 한다는 생각, 사람들의 문법은 형편없고 새로운 말하는 방식이 등장하면서 점점 나빠진다는 생각, 언어가 사람이 가질 수 있는 사고의 종류를 제한한다는 사피어-워프 가설, 다른 유인원도 언어를 배울 수 있다는 생각 등이 그것이다. 핑커는 언어가 인간에게만 고유한 것이며, 사회적 사냥꾼-채집인들 사이의 의사소통이라는 특정한 문제를 해결하기 위해 진화했다고 본다. 그는 그것이 다른 종의 특수한 적응 행동, 예를 들어 거미줄을 짜는 행동이나 비버가 댐을 쌓는 행동과 마찬가지로 본능이라고 주장한다.
다른 두 권의 책, 《마음은 어떻게 작동하는가》 (1997)과 《빈 서판》(2002)은 유전적으로 적응 가능한 많은 정신적 능력을 지닌 복잡한 인간 본성에 대한 아이디어를 옹호했다.(핑커는 적응주의를 둘러싼 많은 논쟁에서 대니얼 데닛과 리처드 도킨스와 유사했다.) 핑커 이론의 또 다른 주요 주제는 인간의 인지가 많은 연결주의 모델에서처럼 감각적 특징 간의 연관성에 의해서만 작동하는 것이 아니라, 부분적으로는 조합적 기호 조작에 의해 작동한다는 것이다.

## 저작
- Language Learnability and Language Development (1984)
- Visual Cognition (1985)
- Connections and Symbols (1988)
- Learnability and Cognition: The Acquisition of Argument Structure (1989)
- Lexical and Conceptual Semantics (1992)
- The Language Instinct : How the Mind Creates Language  (1994) 《언어본능: 마음은 어떻게 언어를 만드는가》. 번역 김한영; 문미선; 신효식. 동녘사이언스. 2008.
- How the Mind Works (1997) 《마음은 어떻게 작동하는가: 과학이 발견한 인간 마음의 작동 원리와 진화심리학의 관점》. 번역 김한영. 동녘사이언스. 2007. ISBN 9788990247353.
- Words and Rules: The Ingredients of Language (1999)
- The Blank Slate: The Denial of Human Nature in Modern Intellectual Life (2002) 《빈 서판: 인간은 본성을 타고나는가》. 번역 김한영. 사이언스북스. 2004.
- The Stuff Of Thought  , 스티븐 핑커 , ISBN(13) : 9780670063277, (2007)
- The Better Angels of Our Nature: Why Violence Has Declined (2011) New York: Viking. 《우리 본성의 선한 천사: 인간은 폭력성과 어떻게 싸워 왔는가》. 번역 김명남. 사이언스북스. 2014.
- Enlightenment Now: The Case for Reason, Science, Humanism, and Progress (2018) 《지금 다시 계몽: 이성, 과학, 휴머니즘 그리고 진보를 말하다》. 번역 김한영. 사이언스북스. 2021.
- Rationality: What It Is, Why It Seems Scarce, Why It Matters (2021)

## 강연
- "생각의 재료": 구글에서 2007년 9월 24일에 강연한 비디오
- 폭력에 관한 짧은 역사: TED에서의 2007년 3월 강연
- 빈 서판에 끄적거리기: TED에서의 2003년 2월 강연 보관됨 2011-10-22 - 웨이백 머신